# Łuskowo
Łuskowo (niem. Lüskow) – wieś w Polsce położona w województwie zachodniopomorskim, w powiecie kamieńskim, w gminie Wolin.
Według danych z 1 stycznia z 2011 roku wieś liczyła 188 mieszkańców. 

## Położenie
Miejscowość leży przy drodze powiatowej Wolin - Międzywodzie, przy zachodnim brzegu Dziwny, około 13 km na północ od Wolina, pomiędzy Korzęcinem a Sierosławiem.
We wsi mieszka były minister rolnictwa – Artur Balazs.

## Historia
Pierwsze ślady osadnictwa na terenie dzisiejszego Łuskowa (dawniej Luscow albo Luscowe) znaleziono z czasów środkowej epoki kamiennej. W czasach historycznych wielokrotnie zmieniała właścicieli. 
W latach powojennych w Łuskowie istniał wielki ośrodek PGR: Rolnicza Spółdzielnia Produkcyjna im. Generała Karola Świerczewskiego. W latach 1975–1998 miejscowość administracyjnie należała do województwa szczecińskiego.

## Edukacja
Dzieci z Łuskowa uczą się w szkole podstawowej w Kołczewie. Starsza młodzież uczęszcza do gimnazjum w Wolinie.